# Clubiona hwanghakensis
Clubiona hwanghakensis är en spindelart som beskrevs av Paik 1990. Clubiona hwanghakensis ingår i släktet Clubiona och familjen säckspindlar. Inga underarter finns listade i Catalogue of Life. Arten är endemisk på den koreanska halvön.